# 370 Modestia
370 Modestia је астероид главног астероидног појаса чија средња удаљеност од Сунца износи 2,323 астрономских јединица (АЈ).
Апсолутна магнитуда астероида је 10,68 а геометријски албедо 0,191.